# Cung điện Sponza

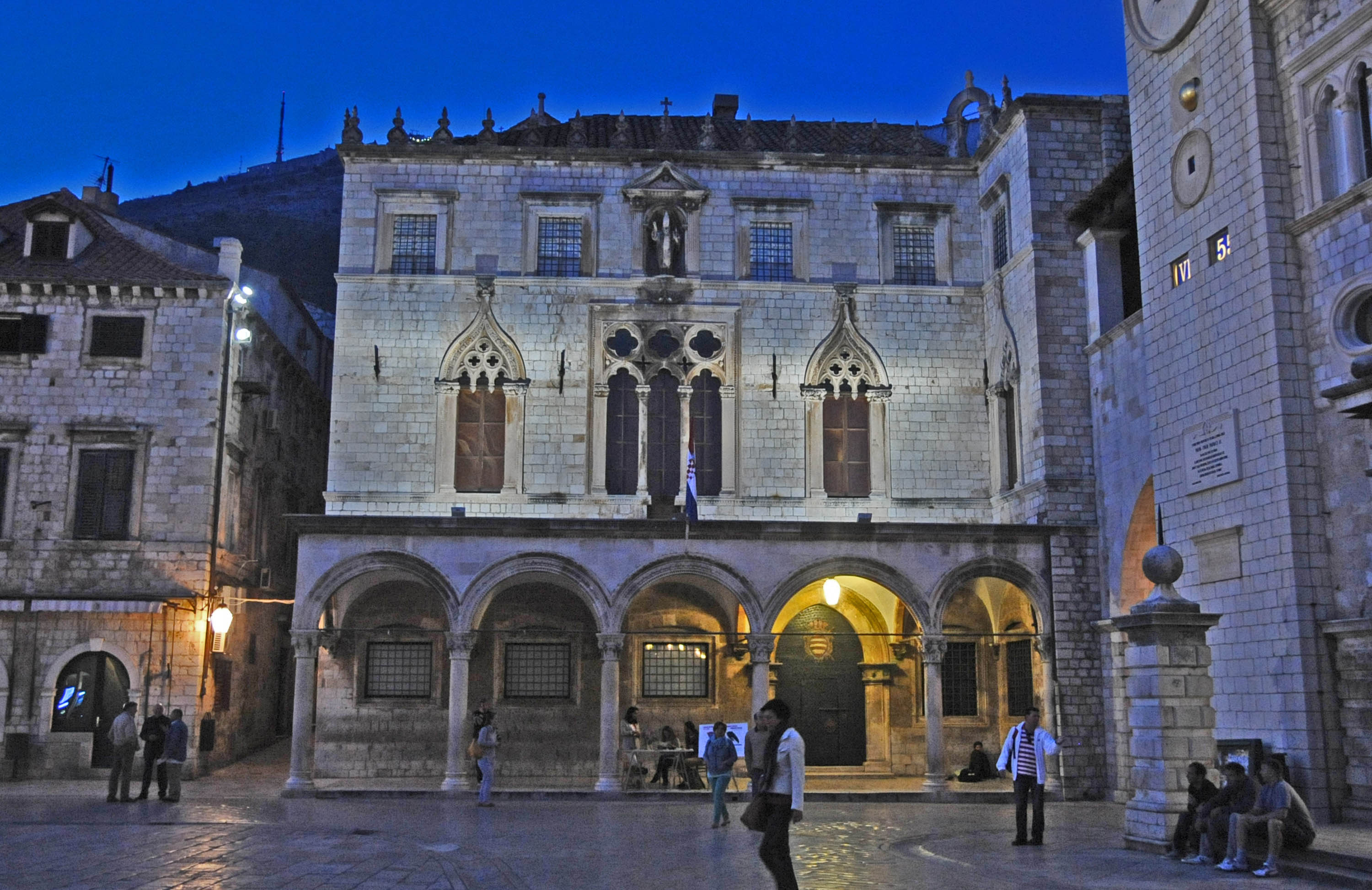
Cung điện Sponza vào lúc hoàng hôn

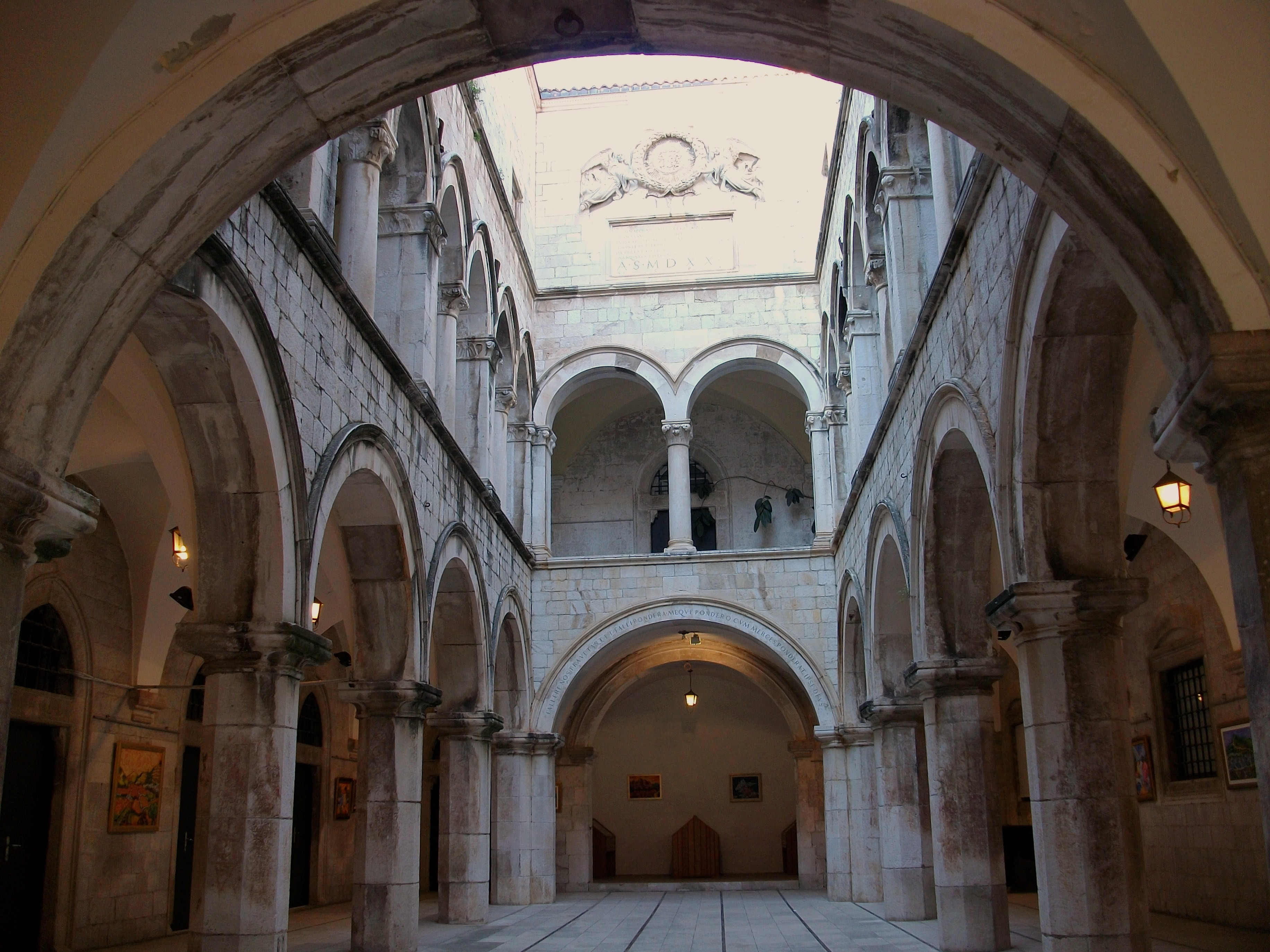
Sân trước của cung điện

Cung điện Sponza (tiếng Croatia: Palača Sponza), còn được gọi là Divona (từ dogana, phong tục), là một cung điện từ thế kỷ 16 ở Dubrovnik, Croatia. Tên của nó bắt nguồn từ tiếng Latin "spongia", nơi thu thập nước mưa.
Tòa nhà hình chữ nhật với một sân trong được xây dựng theo phong cách kiến trúc Gothic và Phục hưng giữa năm 1516 và 1522 bởi Paskoje Miličević Mihov. Các loggia và tác phẩm điêu khắc được chế tác bởi anh em Andrijić và những người ném đá khác.
Cung điện đã phục vụ một loạt các chức năng công cộng, bao gồm như một cơ quan hải quan và kho ngoại quan, bạc hà, kho vũ khí, kho bạc, ngân hàng và trường học. Nó trở thành trung tâm văn hóa của Cộng hòa Ragusa với việc thành lập Academia dei Concordi, một học viện văn học, vào thế kỷ 16. Nó sống sót sau trận động đất năm 1667 mà không bị thiệt hại. Trung tâm của cung điện phục vụ như một trung tâm thương mại và nơi gặp gỡ kinh doanh. Một dòng chữ trên một vòm chứng thực cho chức năng công khai này:
Fallere nostra vetant et falli Pondera. Meque Pondero kiêm merces ponderat ipse deus.
"Trọng lượng của chúng tôi không cho phép gian lận. Khi tôi đo hàng hóa, Chúa đo lường tôi. "
Cung điện hiện là nhà lưu trữ của thành phố, nơi lưu giữ các tài liệu có từ thế kỷ 12, với bản thảo sớm nhất là từ năm 1022. Những tập tin này, bao gồm hơn 7000 tập bản thảo và khoảng 100.000 bản thảo riêng lẻ, trước đây đã được lưu giữ trong cung điện của Hiệu trưởng.
Quảng trường Luža ở phía trước cung điện được sử dụng cho lễ khai mạc Lễ hội mùa hè của thành phố Dubrovnik.
Cung điện Sponza cũng được sử dụng làm địa điểm biểu diễn. Năm 2018, nam diễn viên người Úc Brett Brown đã trình diễn bản chuyển thể solo của Henry Shakespeare's Henry V, mang tên Henry V [Man and Monarch] trong sân của cung điện như một phần của Lễ hội cảnh giữa hè.